# Ivano Corghi
Ivano Corghi (Correggio, 14 settembre 1922 – Modena, 4 marzo 2006) è stato un allenatore di calcio e calciatore italiano, di ruolo portiere.
È morto nel 2006, all'età di 83 anni.

## Caratteristiche tecniche

### Giocatore
Portiere agile e scattante, era dotato di grande reattività tra i pali, con cui sopperiva agli eventuali errori di posizionamento. Per queste sue doti i tifosi modenesi lo avevano soprannominato la pulce saltatrice.

### Allenatore
Prediligeva un calcio spiccatamente difensivo, applicando il catenaccio.

## Carriera

### Giocatore
Dopo gli esordi nella Libertas, formazione giovanile modenese, giocò nella Siderno Marina e quindi nella Juventina Palermo, tra il 1940 ed il 1943, conquistando la promozione nella serie cadetta nel 1942. Dopo la seconda guerra mondiale disputa con il Palermo l'anomalo Campionato Misto Bassa Italia 1945-46, debuttando il 21 ottobre 1945 nella sconfitta interna contro il Bari.

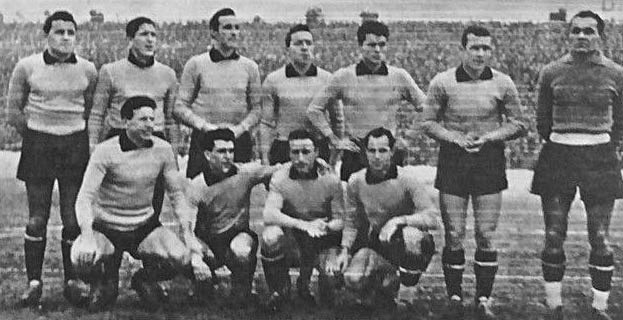
Corghi (in piedi, primo da destra) nel Modena del 1946-1947

Posto in lista di trasferimento nel 1946, passa per due stagioni in Serie A al Modena, in seguito al mancato ingaggio del reggiano Vasirani a causa di un doppio tesseramento con Modena e Bologna. Inizialmente è riserva di Andrea Carlo Corazza; a causa di alcune incertezze del titolare, gli subentra mantenendo il posto fino alla fine del campionato, concluso con il terzo posto finale dietro il Torino e la Juventus. Corghi risulta il portiere meno battuto della Serie A, e stabilisce anche il record di imbattibilità per il Modena nella massima serie (513 minuti). Nella stagione 1947-1948 parte come titolare ma subisce a sua volta un infortunio che lo estromette dalla formazione modenese, totalizzando a fine campionato 13 presenze.
Nel 1948 l'allenatore Alfredo Mazzoni lo mette fuori rosa, e a novembre si trasferisce al Novara, dove disputa undici stagioni di cui le prime 8 in Serie A e le successiva tre Serie B. Nell'estate 1957 riscatta il proprio cartellino dalla società piemontese, salvo poi farvi ritorno per le sue due ultime stagioni da giocatore.
In carriera ha collezionato complessivamente 271 presenze in Serie A.

### Allenatore
Smessi i panni di calciatore, intraprende la carriera di allenatore sulla panchina del Novara; si dimette già nel settembre successivo, per proseguire l'attività di commerciante in granaglie, e contemporaneamente allena la Correggese, tra i dilettanti modenesi. È poi a Modena, come vice di Gyula Lelovich, che sostituisce tra settembre e ottobre a causa di una malattia, affiancandolo in panchina fino a fine ottobre. Nel 1961 siede sulla panchina del Piacenza, appena retrocesso in Serie D, e sfiora la promozione per due anni consecutivi. Successivamente è a Carpi, dove rimane per un biennio conquistando la promozione in Serie C nel campionato 1963-1964, dopo lo spareggio con il Bolzano.
Nel 1965 siede sulla panchina del Parma, in Serie C, venendo avvicendato a campionato in corso da Dante Boni. In seguito guida Frosinone, Sangiovannese, Grosseto e di nuovo Carpi, in Serie D, venendo esonerato a stagione in corso.

## Dopo il ritiro
Si trasferisce a Modena, dove risiedevano la moglie e i figli, e incomincia l'attività di imprenditore e commerciante di calzature, ricevendo l'onorificenza di Maestro del Commercio.

## Palmarès

### Calciatore
- Campionato italiano Serie C: 1

Palermo-Juventina: 1941-1942
- Campionato siciliano: 1

Palermo: 1945

### Allenatore
- Campionato italiano Serie D: 1

Carpi: 1963-1964